# Torquigener flavimaculosus
Torquigener flavimaculosus är en fiskart som beskrevs av Hardy och Randall 1983. Torquigener flavimaculosus ingår i släktet Torquigener och familjen blåsfiskar. Inga underarter finns listade i Catalogue of Life.